# Ernesto Basile
Ernesto Basile (Palermo, 31 gennaio 1857 – Palermo, 26 agosto 1932) è stato un architetto italiano, esponente del modernismo internazionale e del Liberty.

## Biografia
Figlio dell'architetto Giovan Battista Filippo, dopo la laurea in architettura conseguita alla Regia Scuola di Applicazione per Ingegneri e Architetti di Palermo nel 1878, si affiancò al padre nelle commissioni importanti. Nel 1890 gli succedette nella cattedra universitaria e, dopo la morte di lui (1891), concluse l'opera più importante della Palermo ottocentesca, il Teatro Massimo. Lì nacque la sua collaborazione sia con il pittore Ettore De Maria Bergler e lo scultore  Antonio Ugo che con Vittorio Ducrot, delle omonime officine, diventando i protagonisti della stagione del Liberty palermitano.
Continuò a lavorare nella sua città per tutta la vita realizzando edifici pubblici e ville private, portando avanti contemporaneamente varie commissioni in diverse località siciliane e dell'Italia meridionale. Mantenne anche rapporti con Roma, dove eresse alcune dimore signorili e soprattutto l'ala nuova di Montecitorio con l'aula della Camera dei deputati (1902-1918), un'importante aula ad emiciclo in cui si riunisce ancora oggi il Parlamento, e il Transatlantico, un corridoio particolarmente lussuoso dove si riuniscono i deputati in attesa delle sedute, e che prende il nome del fatto che il suo arredamento richiami quello delle navi transoceaniche.

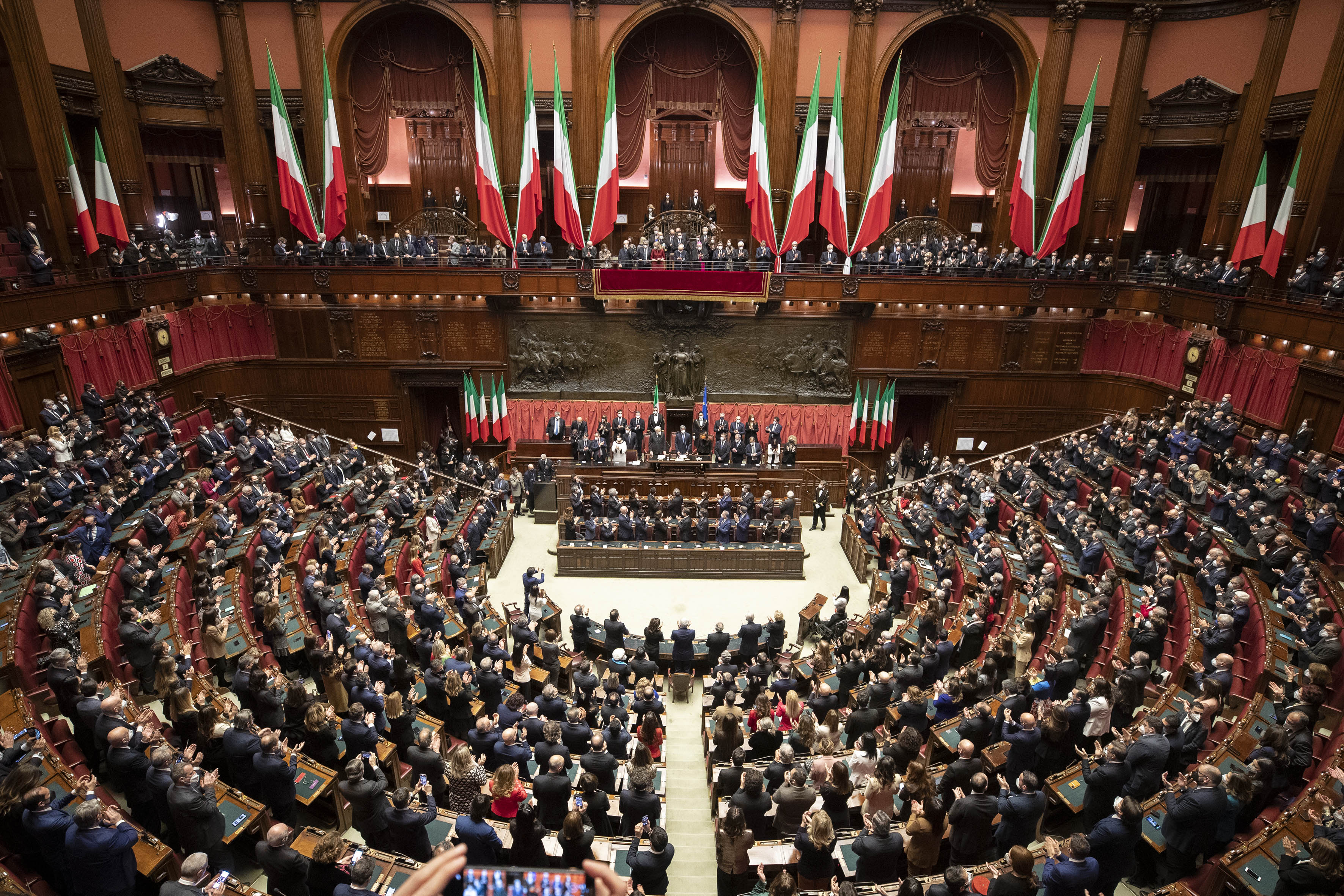
L'aula di Montecitorio.

La carriera di architetto a Palermo idealmente prende il volo con i padiglioni per l'esposizione nazionale di Palermo nel 1891 e comprende: Villa Igiea (1899-1900), Villa Florio dell'Olivuzza (1899-1900), Casa Utveggio (1901-1903), Villino Fassini (1903, ora distrutto), Villino Basile (1903-1904).

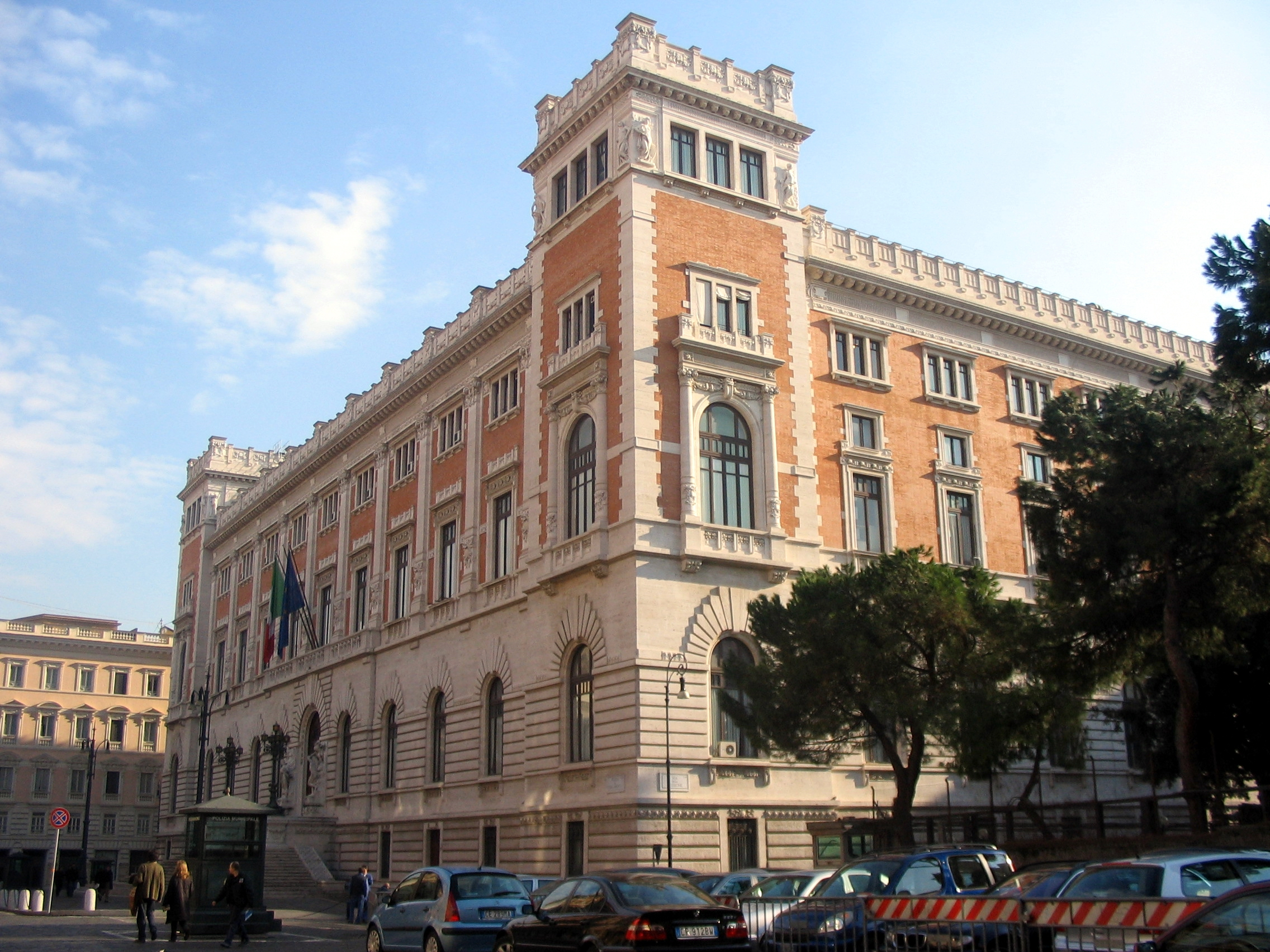
La facciata della nuova ala del Palazzo di Montecitorio.

Si dedicò inoltre alla progettazione di arredi improntati su un design di avanguardia, che lo resero famoso in Europa.
Fu a capo di "Commissioni ispettrici" ministeriali per il controllo dell'operato di restauratori ed ispettori impegnati nel restauro dei monumenti vincolati.
Morì a Palermo nel 1932: è sepolto nella tomba di famiglia al Cimitero dei Rotoli.

## Critica
Scrive Rossana Bossaglia, a proposito del Basile:
(Rossana Bossaglia, “I grandi siciliani”, 1992)
La modernità di Basile si rivelerà con la costruzione del villino Florio, una delle prime architetture liberty che compare in Italia, gli s'affianca il complesso di Villa Igiea avviato nel 1899 e ultimato l'anno dopo anche negli splendidi arredi interni.
Ebbe come allievi Francesco Fichera, Saverio Fragapane, Francesco La Grassa, Enrico Calandra, Salvatore Benfratello, Camillo Autore, Salvatore Caronia Roberti, Girolamo Manetti Cusa e Giuseppe Vittorio Ugo.

## Opere principali

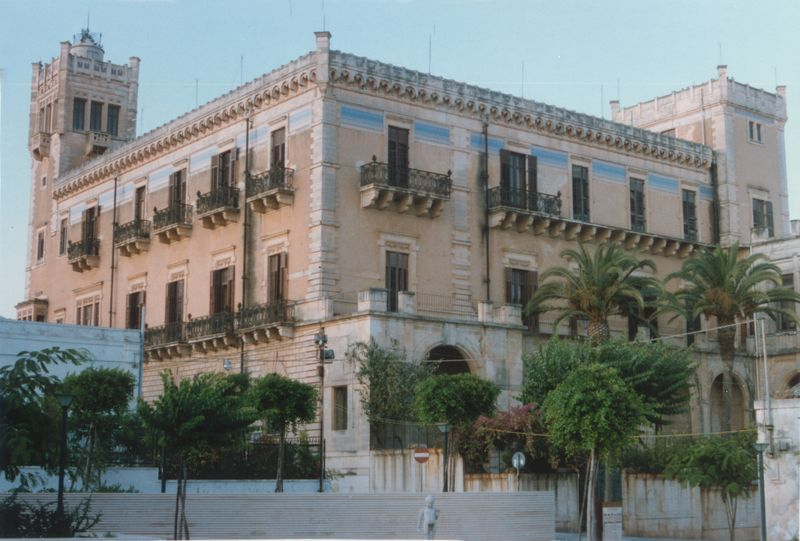
Palazzo Bruno di Belmonte, Ispica (RG), 1906, sede comunale dal 1975.

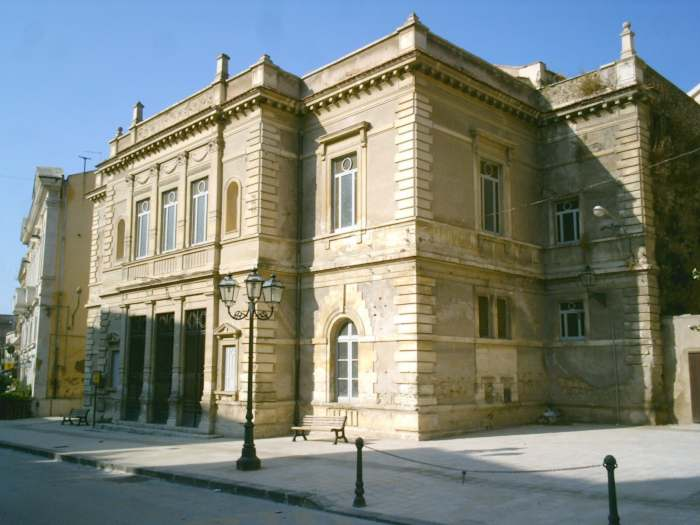
Teatro Sociale, Canicattì (AG), 1908.

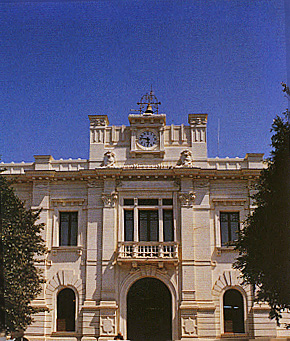
Parte del prospetto principale di Palazzo San Giorgio, Reggio Calabria, 1921.

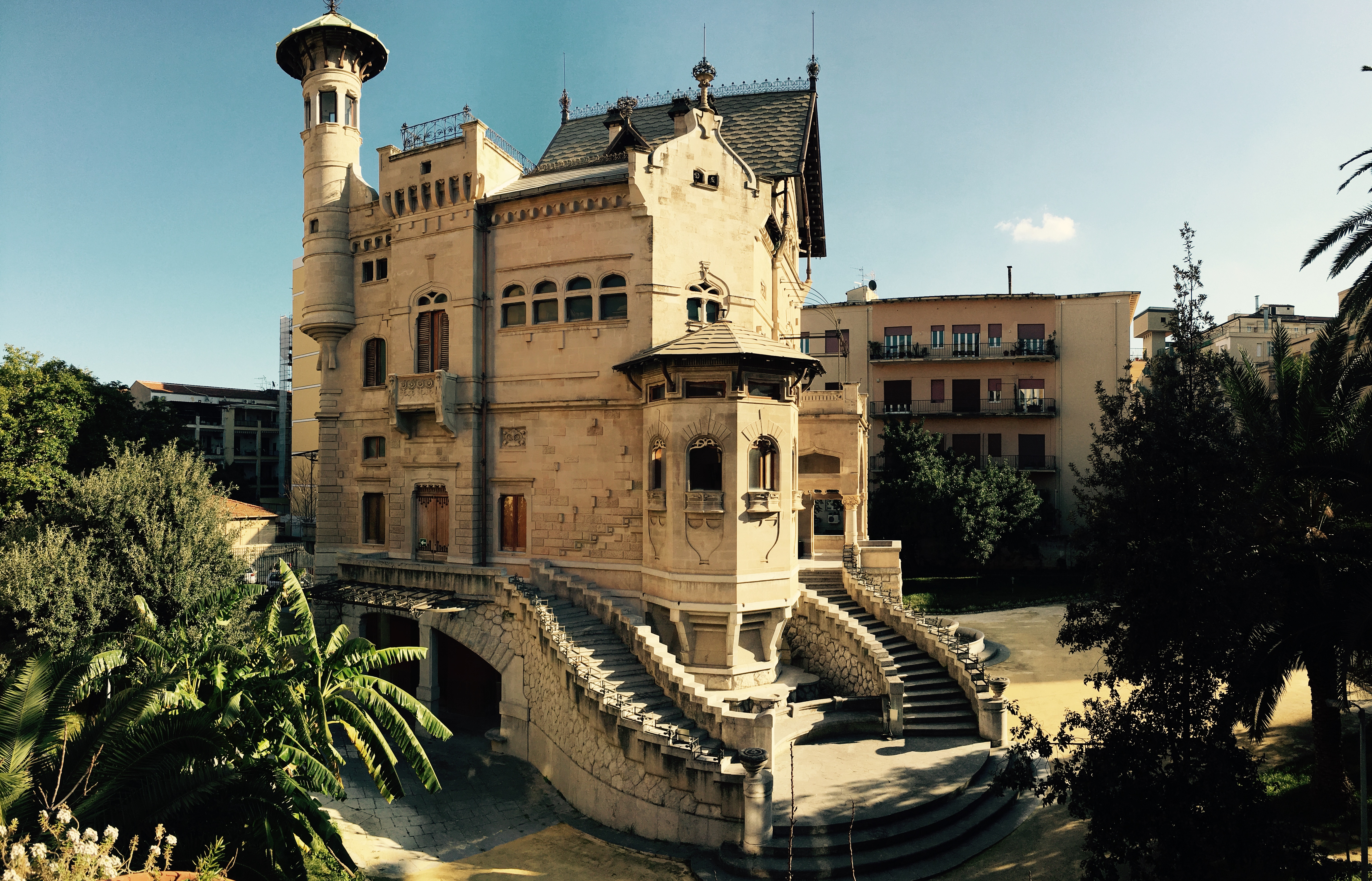
Villino Florio, Palermo (1899).

- Villino Basile a Santa Flavia (1874-1878), residenza per la villeggiatura estiva della famiglia, dai vivaci prospetti rossi, in collaborazione con il padre Giovan Battista Filippo; anni dopo, sempre a Santa Flavia, vari interventi a Villa Filangeri;
- Esposizione Nazionale di Palermo (1891-1892), in stile arabo-normanno;
- Sacrario di Pianto Romano (1892), commemora la vittoria del 15 maggio 1860 a Pianto Romano dei Garibaldini contro i Borbone;
- Interni di Villa Gallidoro (1892) a Palermo;
- Palazzo Francavilla (1893);[1]
- Villa Bordonaro alle Croci (1893);[1]
- Villa Firriato, a Canicattì, utopistica colonia agricola voluta nel 1898 dall'agronomo filantropo Francesco Lombardo Gangitano;
- Casa Utveggio (1899), Palermo;[1]
- Monumento al Redentore (1900), di Caltanissetta;
- Teatro Sociale, a Canicattì (in fase di restauro dal 2006);
- Villa dei Principi Deliella (1905-1907; progetto del 1898), abbattuta nel 1959;
- Villa Igiea (1899-1900; conclusa nel 1901), a Palermo;[1]
- Caffè Faraglia (1901), Roma;
- Il progetto per la ristrutturazione a Roma del Palazzo Montecitorio (1902-1918), finalizzato all'insediamento della Camera dei deputati nella nuova capitale;
- Villino Florio, ultimato nel 1902, realizzato come padiglione di ricevimento per gli ospiti, il villino interpretava le aspirazioni di una raffinata committenza alto-borghese ad una propria nuova immagine rappresentativa; gli interni sono stati distrutti in un incendio nel 1962. Il villino è stato restaurato di recente;
- Villino Florio (1902);
- Villino Ximenes, 1902;
- Villino Fassini, 1903, via Notarbartolo, Palermo (oggi non più esistente);
- Villino Ida Basile, 1903-1904, via Siracusa n. 15, Palermo, oggi sede della Sovrintendenza ai monumenti;
- Villino Rudinì, 1904-1906;
- Stand Florio, 1906;
- Palazzo municipale, 1906, a Licata;
- Villa Urso-Cannarella, 1907, a Licata;
- Palazzo Bruno di Belmonte, 1906, sede comunale di Ispica;
- Padiglione Florio all'Esposizione Universale di Milano, 1906;
- Edificio della Centrale Elettrica, 1907, a Caltagirone;
- Ampliamento del Grand Hôtel delle Palme, 1907, a Palermo;
- Piazza Lo Sardo, 1909, Messina;
- Villa Manganelli, 1909-1914, a Catania;
- Padiglione Siciliano[10] all'Esposizione di Roma, 1911;
- Cassa di Risparmio, 1912; chiuso a lungo, ha riaperto come albergo sotto il nome di "Grand Hotel Piazza Borsa" nel gennaio 2010;
- Palazzo delle Assicurazioni Generali Venezia, 1912, a Palermo;
- Completamento del Villino Favaloro, 1912-1913;
- Cinema-teatro Kursaal Biondo, 1913, a Palermo;[11]
- Palazzo San Giorgio, 1918-1921, di Reggio Calabria;
- Istituto Provinciale Antitubercolare, 1920-25, a Palermo, via G. Arcoleo n. 25;
- Cassa di Risparmio, 1926-1927, di Messina;
- Chiesa di Santa Rosalia, 1928, di Palermo;
- Villino Gregorietti, a Mondello;
- Villa Tantillo, a Modica.

Alcuni dei suoi capolavori, come il Villino Fassini (1903) e il Villino Deliella (1905), furono demoliti nel secondo dopoguerra pur non avendo subito danni durante il conflitto bellico.

## Architetture funebri

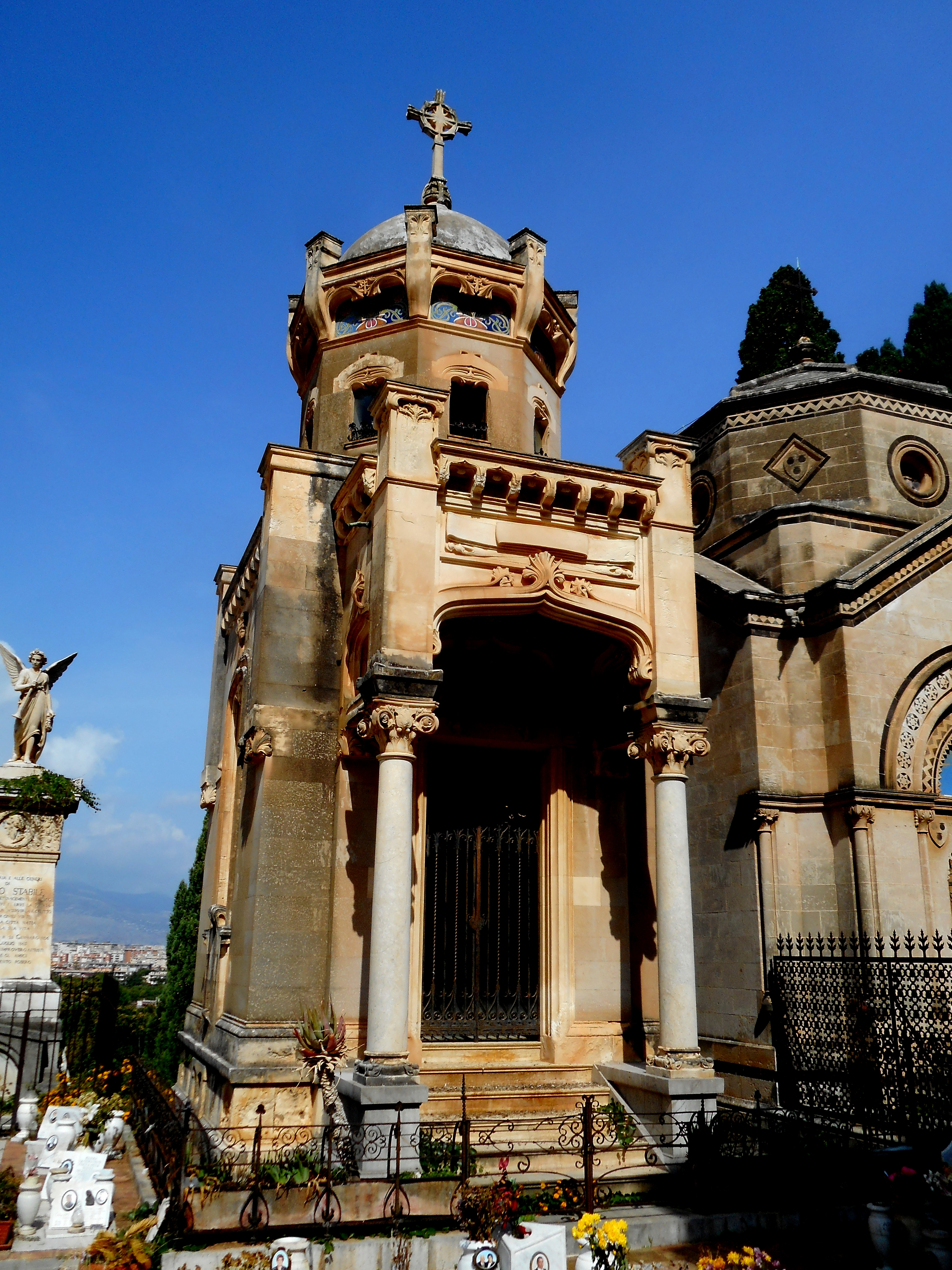
Cappella Lanza di Scalea

- Cappella Nicosia (1898), cimitero di S. Maria di Gesù;
- Tomba Raccuglia (1899), cimitero di Sant'Orsola;
- Cappella Guarnaschelli (1899), cimitero di Sant'Orsola;
- Cappella Lanza di Scalea (1900), cimitero di Santa Maria di Gesù;
- Cappella Alagona (1907), cimitero di Sant'Orsola;
- Cappella gentilizia di Rudinì (1908), cimitero del Verano a Roma;
- Cappella Di Giorgi Pensabene (1912), cimitero di Santa Maria di Gesù.

## Pubblicazioni
- Per il mio progetto del Palazzo di Giustizia e per l'arte, Roma, 1884. URL consultato il 1º aprile 2022 (archiviato dall'url originale il 2 ottobre 2022).
- Il palazzo del parlamento di Berlino. Notizie storiche, artistiche e tecniche, 1888, SBN UFE0717289.
- Progetto per il palazzo del parlamento italiano premiato nel concorso nazionale del 1889, Roma, 1890, SBN RMR0022163.
- Studi e schizzi, Torino, 1909 ca., SBN RMS0067141.
- Le sculture e gli stucchi di Giacomo Serpotta, con Rocco Lentini e Corrado Ricci, Torino, 1911, SBN CUB0594658.
- Architettura dei suoi principî e del suo rinnovamento, 1882, Palermo, Ed. Novecento, 1981, 1997, ISBN 88-373-0326-2, SBN LO10046927.